# (17492) Гиппас
(17492) Гиппас (лат. Hippasos, др.-греч. Ἵππασος) — типичный троянский астероид Юпитера, движущийся в точке Лагранжа L5, в 60° позади планеты. Астероид был открыт 10 декабря 1991 года немецким астрономом Ф. Бёрнгеном в обсерватории Таутенбург и назван в честь одного из сыновей Приама.

Орбита астероида Гиппас и его положение в Солнечной системе
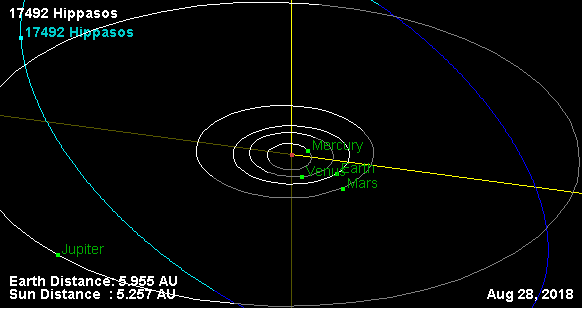
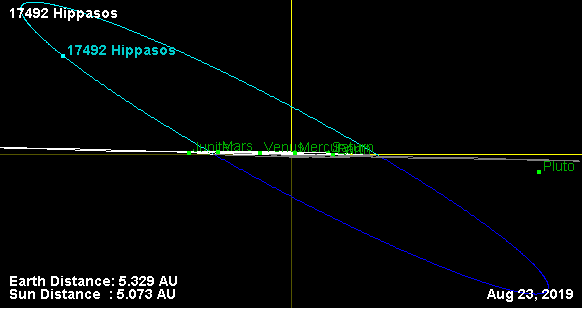